# Шаманов, Кирилл
Кирилл Шаманов (20 марта 1975, Ленинград) — российский художник, прозаик, автор проектов «Ноль рублей», «Сверхматематика», «ГОП-арт» , фронтмен группы «Таджик-арт».

## Биография
Родился 20 марта 1975 года в Ленинграде.
С 1999 по 2003 год учился в Институте «ПРО АРТЕ» (программы «Искусство 20-го века имена и направления» и «Теория и практика Медиа-арта»).
Принимал участие в работе над театральной постановкой Кирилла Серебренникова «Околоноля» (МХТ им А. П. Чехова, 2011).
Является автором ряда художественных произведений, среди которых особо выделяется новеллистическая проза.
«Эти новеллы — своеобразный мартиролог ушедшей юности: иных уж нет, а те — далече… Глазастый Митяй умер от передозировки героина, Слава с Алёной повесились, Диму задавил автомобиль…
Все герои — очень разные, и подчас нелегко разобраться в этом пантеоне завистливых божков и великодушных юных богов, сатиров-дилеров и нимф-нимфеток. Но все они — части, частицы и частички биографии лирического героя, каждому нашлось место в его жизни, ибо каждый из них и есть жизнь.»

## Избранные выставки
- 2014, Май. Выставка «Искусство-Деньги-Искусство», проект "Монетизация, Пермская Художественная галерея, Пермь.
- 2013, Июль. Выставка современного искусства из коллекции Надежды и Андрея Агишевых «Принцип удовольствия», Уральский филиал ГЦСИ, Екатеринбург.
- 2013, Март, Ярмарка «Paris Art Fair», монета «0 franks», Grand Palais, Париж.
- 2013, Март. Выставка «Картины Счастья и Сверхматематика». Зверевский центр, Москва.
- 2012, Ноябрь. «Сверхматематика» в рамках выставки «Dimensions Variable», Арт-центр «MOE Vienna», Вена, Австрия.
- 2012, Август. Выставка GOP-ART. В рамках фестиваля уличного искусства Макаронная Фабрика. Ростов-на-Дону.
- 2012, Июнь. Выставка GOP-ART. Арт-Центр «Факел», Санкт-Петербург.
- 2012, Январь. Выставка «9 в десятой», проект «Suprematematics», Пори, Финляндия.
- 2011, Сентябрь. Группа Tajiks-Art и гастарбайтеры, перерисовывает картины Путина, Медведева, Матвиенко. Некомерческая программа ярмарки Арт-Москва 11.
- 2010, Сентябрь. Группа Tajiks-Art, перформанс, совместно с Театром «Даха-Браха» (Киев). В рамках фестиваля современного искусства ГОГОЛЬФЕСТ. Киев, Украина.
- 2010, Июнь. Выставка «GOP-ART в ЖП», в рамках фестиваля Живая Пермь, Пермь.
- 2010, Февраль. Группа Tajiks-Art выставка в рамках Петербуржской бьеннале, «Tajiks-Art рисует лучше!»
- 2009, Сентябрь. Группа Tajiks-Art, пятидневный перформанс «Все шедевры только у нас и гораздо дешевле!», художественный алкоголь из крови гастарбайтеров. Некомерческая программа ярмарки Арт-Москва 09, Центральный Дом Художника, Москва
- 2009, Июль. Группа Tajiks-Art, повторение перформанса «Оплаченые люди» Сантьяго Сьерра, ЦСК «Гараж»,Москва.
- 2009, Июнь — Группа Tajiks-Art, повторение перформанса «Власть искусства» на выставке Джонотана Меезе. Галерея «Риджина», Винзавод, Москва.
- 2009, Май — Группа Tajiks-Art, повторение перформанса «Балканское барокко» Марины Абрамович, клуб"Солянка", Москва
- 2008, Декабрь — Выставка «Маленькие», проект «0 рублей» (Галерея Марата Гельмана, Москва)
- 2008, Июль — «Пацаны. Первая GOP-ART выставка» (Первая Московская Международная биеннале Молодого Искусства, Зверевский Центр, Москва)
- 2007 — Проект «МОНЕТИЗАЦИЯ». Мастерские Арт-Москвы «Чёрный Квадрат», ЦДХ, Москва.
- 2007. Февраль. «УЕ — единая валюта СНГ» (Таврический дворец, Ассамблея СНГ, Санкт-Петербург)
- 2006, Декабрь. «УЕ — единая валюта СНГ» («XL projects/ Electroboutique» на АРТСтрелке)
- 2005 — «0 рублей. Краеугольный камень российской экономики». Фестиваль «Современное искусство в традиционном музее», Комендантский дом Петропавловской крепости, при поддержке Института «ПРО АРТЕ» и Фонда Форда, Санкт-Петербург.
- 2004, Ноябрь. Фестиваль. Сверх короткого кино. «Программное обеспечение на все случаи жизни» (Новосибирск)
- 2004, Апрель. Выставка «Дума о Родине» проект «Индекс идеального президента» (Музей Анны Ахматовой, Санкт-Петербург)
- 2004, Февраль. Фестиваль «Машиниста» Интернет-проект «Мультиперсона — сайт знакомств для виртуальных сущностей» (Глазго-Пермь)
- 2004, Январь. Выставка «Цифровая Россия» (Центральный Дом Художника, Галерея Марата Гельмана, Москва)
- 2003, Декабрь. «Electric Vision»-фестиваль видеоарта России и Северных стран. (Санкт-Петербург, Амстердам, Бильбао…)
- 2003, Декабрь. Участник проекта «Арт- Конституция». Проект «Программное обеспечение для Президента Р. Ф.» (Государственный музей современного искусства, галерея САРТ, Москва.)
- 2003, Сентябрь. Фестиваль молодого искусства «Стой! Кто идёт!?». Проект «Джаконда» (ГЦСИ, Москва)
- 2003, Июнь. МЕДИА-ФОРУМ. Конкурсная программа "ТРЕШ — АРТ. На задворках киноиндустрии. Видеофильм «Эммануэль» (Москва. Дом Кино).
- 2003, Апрель. Выставка «Сделай лучше!». Куратор Дмитрий Виленский. «ПРОГРАММНОЕ ОБЕСПЕЧЕНИЕ НА ВСЕ СЛУЧАИ ЖИЗНИ». (Петропавловская крепость. Санкт-Петербург)
- 2003, Апрель. Выставка «Лаборатория Счастья». Куратор Екатерина Дёготь. Проект «Город- музей» (Петропавловская крепость. Санкт-Петербург)
- 2003, Октябрь. Выставка «ROHTO» Интернет-проект «Мультиперсона — сайт знакомств для виртуальных сущностей» (Манеж, Санкт-Петербург)
- 2002, Сентябрь Фестиваль молодого искусства «Стой! Кто идёт!?» «Ласковый арт» (Москва, Государственный центр современного искусства (ГЦСИ), галерея «МУХА»).
- 2002, Июнь фестиваль «Современное искусство в традиционном музее», проект «Станция „ДРЕЙФ“. Виртуальный человек на цифровой льдине». (Санкт-Петербург, Музей Арктики и Антарктики).

## Персональные проекты
- Картины Счастья с 2012г

«Создать структуру, создать эти цвета, и больше ничего. Я вдруг получил именно то, чего хотел. Это был просто способ излить радость цвета» — говорит Демиан Хёрст о своей серии «Точки».
От автора: «…В детстве я был трудным подростком и на уроки часто приходил сонный или под воздействием разных веществ. В классах моей петербургской школы висело много репродукций картин — Мадонна, „Фашист пролетел“ Пластова, Портреты Великих. Они мне не нравились, под моими веками всё было гораздо интереснее… там я иногда их и переделывал, как иллюстрации в учебниках. Советский Союз был очень беден с точки зрения цвета, и мне постоянно хотелось его раскрасить или даже закрасить совсем, как и эти картины, доску, класс, парты, учебники… Излить на них цвет и пространство, освободившись от навязчивых образов в сторону абстракции и структур более глобальных, чем академические штампы или кондовые речи советских учителей.»
Переделанные советские репродукции и киоты призваны символизировать преодоление травм и изъянов советского образования через переработку навязанных этой системой образов. Настроение образуемых композиций само подсказывает названия в соответствии с интенсивностью и спецификой воздействия тех или иных препаратов: LSD-25, Героиновая серия, Катя в Экстази, Кокаин, Ночь с Наташей… Потребителями замечено, что созерцание «Картин Счастья» производит на зрителя успокаивающий, седативный эффект, а у наркозависимых снимает тягу и абстиненцию…
В Международный ДЕНЬ СЧАСТЬЯ (по версии ООН — 20 марта) и собственный день рождения в 2013 году художник Кирилл Шаманов впервые представил инсталляцию «Картины Счастья» в Зверевском центре современного искусства в Москве
- Сверхматематика 2010г

Ноль культура имеет давние корни в истории искусства Петербурга — Ничевоки, Супрематизм Малевича, круг выставки 0,10 ставшей краеугольным камнем Русского Авангарда 1910-20-х годов и Нулевики 1980-х искали исходный образ, «образ до рождения образа» и с неизбежностью приходили к понятию пустоты, нуля, пытаясь «выйти за ноль». В этом смысле арт-научистский проект СВЕРХМАТЕМАТИКА наследует лучшим традициям Петербургского искусства и вновь выводит Ноль-культуру в дискурс актуальной культуры.
Сверхматематика — это новый метод для математических, философских исследований фундаментальных процессов возникновения и существования реальности.
Метод был открыт в рамках художественного эксперимента над значением цифры Ноль и Знака Бесконечность и впоследствии перерос в систему мировоззрения, исследующую математическим языком открытия древнекитайских и древнеегипетских мыслителей.
Благодаря эксперименту с графическими изображениями удалось прийти к открытию двух новых математических символов и через них к открытию новых математических значений, что в значительной мере расширяет картину всей математической философии.
Математический знак полученный, из переплетения цифры Ноль знаком Бесконечности, «Математическое Дао» — (илл. 1) с очевидностью даёт символ внешних границ проявленной математики и всей математической машинерии.
Все математические действия происходят внутри Бесконечности своей осью имеющей Ноль. Таким образом графический символ соединения математических противоположностей (0 и бесконечности) равняется (=) всей возможной математике. Инь и янь математики.
Ноль в периоде или 0,10 — исчезающе малая частица уходящая в бесконечность — граница
между 0 и его проявленностью в единице зеркальным лабиринтом упирается в таинство возникновения вещей.
Графически выражается знаком «Ноль в периоде» (илл.2) — вывернутого внутрь цифры Ноль знака
Бесконечности. Этот новый знак, цифра, символ — суть внутренняя,
бесконечно исчезающая граница математики-материи, мерцающие в Ноле 0,10, в
одном, выразительном символе.
- Советская фаллическая игрушка с 2008г

Концепция проста, в СССР не было индустрии эротической игрушки и её роль взяла на себя игрушка детская. Пупсики с ножками и головкой — «на вырост», дилдо крокодильчики — экологичные, синтетические материалы. Пользовались известной популярностью у девушек с дошкольного возраста по пенсионный. Это что-то среднее между коллекцией и арт-антропологическим проектом, вроде советского нижнего белья.
- Монетизация с 2005г

Проект «МОНЕТИЗАЦИЯ» на данный момент состоит из трёх реализованных подпроектов, двух уже представленных публике — «0 рублей. Краеугольный камень российской экономики» и «У.Е — Единая валюта СНГ» и одного только что вышедшего с печатных прессов Монетного Двора — «Призраки европейских валют». Основой проекта является печать монет-медалей, которые виртуально существуют в экономической, философской, медийной и др. реальностях — то есть сведение их в «материю», используя «волшебство искусства» и творческий произвол художника.
Как показал опыт, сам факт монетизации и экспонирования проекта вызывает отклик в СМИ и у широкого зрителя. Несмотря на миниатюрность проекта, за 2 года его существования выставки посетили в совокупности порядка 30 000 зрителей. В телевизионных СМИ, региональных и федеральных, было показано более 20 сюжетов, посвящённых проекту. Сотни откликов в печатной и электронной прессе, в том числе первые полосы газет «Коммерсант» и «Московский Комсомолец».
Однако проект монетизация — это не только изготовление медалей-монет и их экспонирование. Монетизация — это так же серия концептуальных и социальных перформансов, как например, прошедшее в феврале 2007 года в Таврическом Дворце — Штаб-квартире СНГ — вручение в официальной, торжественной обстановке Генеральному Секретарю Межпарламентской Ассамблее М. И. Кротову экземпляров Условных Единиц, которые позиционируются художником как Единая Валюта Стран Содружества. Часто критикуемое современными художниками пространство официоза и закрытости, оказалось не так уж непробиваемо, впереди Парламенты Государств СНГ, Кремль, ООН и НАТО.
В рамках нескольких фестивалей были учреждены специальные «денежные» призы от имени автора проекта, в частности фильм «Волга-Волга» в 2005 году получил приз и стипендию в размере «0 рублей». Многим художникам, искусствоведам, Министрам и даже нескольким миллионерам была так же оказана материальная помощь в сумме от 0 рублей до 1 Условной Единицы. Можно рассмотреть как экономическое вливание «откат» нескольких медалей Министерству Финансов РФ, Фонду Форда, Ассамблее СНГ, Институту ПРО АРТЕ, Музею Сновидений, Петропавловской крепости.
То есть были значительно расширены и подвергнуты критике традиционные формы существования искусства в современном мире. Обычно художник, расширяя пространство искусства, спекулирует «отказом» от галерей и музеев, якобы «выходит на улицу» или в электронные медиа. Однако, как доказывает проект «МОНЕТИЗАЦИЯ» весь процесс символической экономики искусства легко можно «перевернуть с ног на голову». Сам художник, «делая деньги как искусство», жертвует их в перфомативном-художественом акте организациям и людям, которые привыкли к обратному движению денежных средств.
Таким образом, удалось продвинуть новое понимание медиа искусства как искусства работающее с информацией, медиа, брендами, институциями как с материалом для творчества. Медийное облако вокруг проектов «Монетизации» это полноправная часть произведения. А сами монеты и концепции к ним тут, это не что иное как инструмент для взлома медийной реальности, подтверждающие что архаические медиа и arhaik-tech всё ещё управляют СМИ и high-tech.
Кирилл Шаманов
Монета представляет собой серебряное изделие диаметром около 4 см, симулирующее эстетику металлических денег.
На «решке» монеты — надпись «0 рублей».
На «орле» монеты изображён символический знак соединения противоположностей — переплетения из цифры «0» и знака бесконечности. Знак обрамляет надпись на латыни — Coincidentia oppositorum («Соединение противоположностей»).
Таким образом, впервые в металлической монете выражается математико-философское значение пары «ноль-бесконечность». Ноль неуловимо сопряжён с бесконечностью, как аверс и реверс одной монеты, которые нельзя увидеть одновременно.
Однако изобразительная символика монеты играет не основную роль. Её главная ценность — символическая. «Ноль рублей» — это точка отсчёта всей российской экономики, её изначальная, нулевая точка на оси финансовых координат.
При этом материализация «Ноля рублей» находит подтверждение в истории денежного обращения на Руси и в самой этимологии слова «рубль». 1 Рубль — это 1 кусок, отрубленный от целого серебряного крина, от изначального целостного, непроявленного денежного единства. На Руси отсчёт рублей и гривен ведётся от матрицы-нуля. Кусок добытого серебра можно механически поделить на рубли, однако на бесконечно добываемое серебро ничего поделить нельзя, оно есть ноль-бесконечность.
Монета в 0 рублей символизирует «Изначальный рубль», матку в пчелином улье российской экономики. Эта монета существует изначально: именно от неё ведётся счёт правительством, банками и каждым человеком, пересчитывающим свои деньги. Поэтому 0 рублей виртуально господствует в каждом портмоне. Это та точка, от которой идёт счёт капиталу, его начало и конец. Наличие денег в портмоне всегда количественно и качественно: их всегда сколько-то, и может быть выражено в конкретной сумме. Отсутствие денег, их «ноль» — абсолютно.
Журнал ZAART, 2006г
- Программное обеспечение на все случаи жизни

Социально-терапевтическая утопия. Проект, имеющий целью искусственную стимуляцию и синтез совести у людей, исполняющих различные социальные функции, которые требуют особой внутренней ответственности, и принявших на себя соответствующие клятвы и присяги. Присягнувший человек в какой-то мере ограничивает свою личную свободу и отдаёт часть внутреннего пространства своей личности для воплощения в нём исполнителя соответствующей социальной функции, исполнителя присяги.
Общество, делегируя из числа своих членов человека для исполнения той или иной социальной функции, например, президента, врача или солдата, должно, давая ему власть, обеспечить свою безопасность от возможности недобросовестного исполнения возложенных на Исполнителя обязанностей. Традиционно эту роль играл обряд инициации, сегодня представленный практикой принятия клятв и присяг, инаугурации.
К сожалению, часто мы сталкиваемся с халатным исполнением обязанностей со стороны облечённых доверием лиц, а иногда и со злонамеренным их [обязанностей] нарушением, использованием своего положения в корыстных целях. Такие явления как коррупция, взяточничество, кумовство, двурушничество, etc. — также имеют своим корнем неисполнение присягнувшими взятых на себя обязанностей.
Специально изготовленная серия видеороликов представляет собой трансляции в суггестивном режиме текстов присяг и клятв: президента, врача, присяги МВД и других; документированно отсылается по почте в соответствующие инстанции — президенту, министрам и т. д., с призывом просматривать их по утрам в качестве зарядки для совести, насаждения культуры суггестивного самовнедрения у подчинённых. Создание подсознательных «автоматизмов» повысит гарантии исполнения клятв и убережёт от ошибок.
С другой стороны, неисполнение власть имущими своих обязанностей возможно только в том случае, когда общество не знает своих прав и своевременно не реагирует на их нарушение в адекватной форме. Поэтому предусмотрено изготовление суггестивных образовательных видеофильмов для трансляций по телевидению на основе раздела Конституции «Права и свободы человека и гражданина», Уголовного Кодекса, различного рода уставов и правил. Стратегической целью проекта является автоматическое исполнение должностными лицами всех типов и уровней обязанностей в надлежащей форме, и, с другой стороны, автоматическая и адекватная реакция со стороны человека, в отношении которого происходит их нарушение. Проект делается на всех языках мира, так как перечисленные проблемы являются международными.
Кирилл Шаманов, 2003.
При поддержке Института ПРО АРТЕ и фонда Форда.

## Кураторские проекты
- GOP-ART -

Манифест GOP-ART
Пацаны. Вытесняемые из культуры преуспевающих слоев общества, презираемые на протяжении столетий сегодня, во время массовой коммерциализации, когда пали последние иллюзии обворованных арт-богемой и дельцами молодёжных субкультур. Гопники остаются подлинными «иными» современной пост цивилизации, сплавленной из осколков «серебряного века» и субкультурных изобретений. В силу чего любые революционные тенденции в современном обществе становятся коммерческим, политическим проектом. Любая оппозиция тем более. И только подлинный очаг самобытной культуры подворотен, всё более осознающий себя притесняемым «быдлом», сохраняет отрешённую независимость и живёт своими жизненными «понятиями», некогда замешанными на уголовном кодексе чести городской шпаны, радикализируясь год от года.

Практически дозревшая до уровня международной субкультуры и обросшая за годы вынужденной консервации на городских задворках собственным фольклором, униформой, художественно-музыкальными средствами самовыражения (граффити и рэп), ставшими атрибутами эстрады и политики, эта аутентичная среда лишена возможности открыто высказаться в рамках галерейного пространства, несмотря на то, что многие деятели этой среды черпают вдохновение именно со дна современного общества всю историю развития искусства. Самостоятельные же возможности формулировать простые истины у среды городских трущоб отрицаются снобистски настроенными интеллектуалами, хотя пример передвижников, отвергнувших академические институции и пошедших в народ, как и деяния мирискуссников, основанные на тяге к народничеству и вниманию к его проблемам, дела не таких уж далеких времен, если рассматривать их с точки зрения всей истории развития искусств. Но это всего лишь шаги навстречу, но не диалог, давно назревший в сфере запутавшегося в собственных концепциях и постмодернистких теориях так называемого современного искусства.

Вечные насильственные попытки привить «неотесанному народу» «культурные ценности» натыкаются на стену непонимания и отторжения, однако если не смотреть предвзято, то выясняется множество интересных вещей. В западной культуре, особенно в её самых авангардных течениях с «понятиями» гопников имеется поразительная, парадоксальная корреляция. Экономика дара Батая, Грамши и отказ от работы «воров в законе» и субкультурщиков; Баскиа и русское заборное граффити; знаменитый на западе Илья Кабаков черпает экстатику одиночества и идеи на загаженной коммуналке; Джексон Поллок и разбитые чернильницы о стену школы; Курт Швиттерс и дадаисты напоминают изгаженные учебники и пособия в школе, усики Джаконды Марселя Дюшана … По сути, любое направление современного искусства черпает себя в пацанской культуре. Неожиданным образом «низшая» гоп-культура оказывается более соревновательной и внятной в постмодернистком ракурсе рассмотрения, чем потуги «западников» привить что-то на основе чуждого настоящим «крутым пацанам», «ботанического», птичьего языка. Ценности, метко описанные ещё Достоевским и Гоголем, «западники» до сих пор понимают очень экзальтированно и искажённо.

Современный нам GOP-ART безусловно замешан на агрессии, травмированного Перестройкой и медийным обществом класса. С его неприкрытыми фиговым листочком эстетизма социальными язвами от алкоголя и наркотиков, но при этом сохранившего в себе силы для ироничного переосмысления окружающих реалий. И именно благодаря этому, он традиционно выводит нас на психоаналитический, социальный, метафизический, сакральный и множество других дискурсов. Но диалог этот может состояться только в случае желания самого общества взглянуть на себя глазами городских трущоб где все ещё теплится то самое настоящее, что двигает современную культуру, являясь прямым отображением всего того, чем ежедневно в причесанном виде потчует население массмединая система, выявляя только негативные стороны презираемой среды.

Хватит философских страданий про утраченное русское самобытное искусство! Давно пора отрефлексировать современные художественные дискурсы с позиций простых человеческих ценностей международного урбанистического ада.
Кирилл Шаманов
Проект Кирилла Шаманова «Gop-Art. От Душы!», представленный в Петербурге этим летом, неподготовленного зрителя, как минимум, ошеломит, а то и попросту шокирует, а вот любителю современного поп-арта, скорее всего, придётся по душе. Этот оксюморон от мира искусства, эстетика рабочих окраин в постмодернизме, совмещает в себе два разных мира, которые, казалось, никогда и нигде не должны пересекаться. Но автор проекта сумел отразить культуру «пацанов с района» в призме современного искусства.
Алла Виноградова
- Tajiks-Art — Группа Tajiks-Art (Александр Ефремов, Кирилл Шаманов) возникла на рубеже 2008—2009 годов и сразу привлекла к себе общественное внимание. Арт-группа критикует вторичность российского современного искусства и эксплуатацию человека человеком, повально распространённую в капиталистическом обществе.

Анонимные активисты открыли блог в Живом Журнале, где был представлен «Прайс-Лист» на услуги перформеров-гастарбайтеров, которые повторят любой перформанс «на заказ» ГОРАЗДО ДЕШЕВЛЕ! Что произвело ШОК, ведь Радикально неповторимый жанр парадоксально стал повторимым.
С апреля 2009 года начинается триумфальное шествие Таджикс-арт по главным арт-площадкам страны — клуб «Солянка», «Винзавод» — галерея «Риджина» и Цех Красного, ЦСК «Гараж», спецпроект «Арт-Москвы»… причём на всех этих площадках «Tajiks-art» становится хедлайнером, либо проводит персональные проекты, которые вызывают фурор в прессе и отмечаются на страницах прессы от газеты «Metro», до журнала «Флэш Арт», от новостей канала «Звезда» до сюжетов по каналу «Аль-Джазира».
«Таджикс Арт» — как раз тот самый пресловутый «курилка», который «жив, жив»!
«Таджикс Арт» — это искромётная игра в цинизм: Игорь Северянин предлагал в своих стихах отведать мороженое из сирени, а «ТА» — коктейль из крови таджикских строителей.
«Таджикс Арт» — это нарушение иерархий: пока некоторые посетители ЦДХ обнюхивают со всех сторон Малевича и качают головой (стараясь приметить, глядят ли на них окружающие), гастарбайтеры с удовольствием копируют полотна современных художников. И это не потешное зрелище: «Гляди, похоже!». Это мудрая и ироничная рефлексия постмодерниста, как бы говорящего urbi et orbi: «В этом и состоит тайна искусства, тайна творчества!».
«Таджикс Арт» — явление, далеко не полностью осознанное и описанное. Этот образчик постмодернистского отношения к художественной действительности предлагает нам проверить, сдюжим ли мы в нашей внутренней борьбе против трёхглавого чудища, подлым брюхом своим распластавшегося на свёртке с божественной искрой.
Алимджан Турсинбаев

## Награды, гранты, стипендии
- 2010 — лауреат Премии ТОП-50 Знаменитых Петербуржцев журнала «Собака.ru», Санкт-Петербург.
- 2007 — Номинант премии Мастерских Арт-Москвы «Чёрный Квадрат» проект «МОНЕТИЗАЦИЯ» (ЦДХ, Москва).
- 2005 — Грант от Совета министров Северных стран. Российско-финский проект «Контакт во времени» (Музей Анны Ахматовой в Фонтанном доме, Санкт-Петербург; Фото-триеннале «BACK LIGHT» Тампере, Финляндия).
- 2005 — Грант от Института «ПРО АРТЕ» и Фонда Форда на реализацию проекта «0 рублей. Краеугольный камень российской экономики» (Фестиваль «Современное искусство в традиционном музее», Комендантский дом Петропавловской крепости).
- 2003 — Резиденция «Пункт», Совет Министров Северных стран, NIFCA (Кунстэпидемен, Гётеборг, Швеция).